# Aeroportul Mweka
Aeroportul Mweka (IATA: MEW, ICAO: FZVM) este un aeroport din Kasaï occidental⁠(d), Republica Democratică Congo ce deservește zona Mweka.
Situat la o altitudine de 600 m, aeroportul dispune de o singură pistă. Este operat de Régie des Voies Aériennes de la République Démocratique du Congo⁠(d).